# Pedro Carrión
Pedro Carrión Sago (* 5. Juni 1970 in Kuba) ist ein kubanischer Schwergewichtsboxer.

## Amateur
Als Amateur boxte Pedro Carrión im Superschwergewicht und wurde 1994 in Istanbul Juniorenweltmeister. Dennoch stand Carrión in den 1990ern im Schatten von Alexis Rubalcaba, auch wenn er diesen zum Ende seiner Karriere mehrfach schlagen konnte. Bei den Amateurweltmeisterschaften 2001 in Belfast belegte er einen dritten Platz mit einem Sieg gegen den US-Amerikaner Jason Estrada (USA) RSCO-3 und einer Niederlage gegen den Ukrainer Olexij Masikin (20-26).
Im Halbfinale der Amateurweltmeisterschaften 2003 in Bangkok besiegte er Sebastian Köber (26-18), musste sich jedoch im Finale Alexander Powetkin knapp (27-29) geschlagen geben. Im Jahr 2005 beendete er schließlich seine Amateurlaufbahn, da er die für Amateure geltende maximale Altersgrenze erreicht hatte.

## Profikarriere
Im Februar 2006 gab Carrión mit bereits 35 Jahren sein Profidebüt. Er lebt in Berlin und ist bei dem kleinen Boxstall „Wiking-Boxteam“ unter Vertrag, sein Trainer ist Hartmut Schröder.
In seinem dritten Profikampf Mai 2006 verlor er nach Punkten (Mehrheitsentscheidung) gegen den Libanesen Manuel Charr. Der oft behäbig wirkende Charr kassierte im Kampfverlauf viele leichte Treffer. Dessen Trainer Uli Wegner meinte in einer Ringpause gar: „Wir sind hier nicht beim Ringen. Wenn du so weiter machst, war es der letzte Kampf bei mir.“ Der Kampf blieb eng, auch weil Carrión trotz konditioneller Probleme in seinem ersten Kampf über acht Runden der variablere Boxer war. Am Ende erhielt Charr jedoch den schmeichelhaften Sieg zugesprochen.
Im April 2007 gewann er durch einen Punktsieg über zehn Runden gegen den Türken Özcan Çetinkaya die Internationale Deutsche Meisterschaft im Schwergewicht. Anschließend bestritt Carrión allerdings für mehr als zwei Jahre keinen Kampf. Nachdem Willi Fischer einen für den 24. Oktober 2009 in Dessau geplanten Kampf gegen den 41-jährigen Südafrikaner Francois Botha kurzfristig aus Verletzungsgründen absagte, wurde Carrión als Ersatzgegner verpflichtet. Der Kampf endete trotz Überlegenheit Carrións mit einem umstrittenen Unentschieden (114:114, 115:115, 114:113).